# Cronologia da pandemia de COVID-19 no Peru
Este artigo documenta a cronologia da pandemia de COVID-19 no Peru.

## Cronologia

### Março de 2020
- 6 de março: O primeiro caso do novo coronavírus no Peru é confirmado pelo presidente do país, Martín Vizcarra.[1]
- 15 de março: O governo do Peru declara o estado de emergência nacional por um período de 15 dias devido ao surto do novo coronavírus no país.[2]
- 19 de março: A primeira morte causada pelo novo coronavírus no Peru é confirmada pelo Ministério da Saúde do país.[3]
- 20 de março: O presidente do Peru, Martin Vizcarra, informa a saída da ministra da Saúde do país, Elizabeth Hinostroza, do gabinete.[4]

### Abril de 2020
- 8 de abril: O presidente do Peru, Martín Vizcarra, estende o estado de emergência nacional para conter o novo coronavírus por mais duas semanas até 26 de abril.[5]

### Maio de 2020
- 11 de maio: O vice-reitor da Faculdade de Medicina do Peru, Ciro Maguiña, anuncia sua renúncia à comissão de especialistas do COVID-19.[6]
- 20 de maio: O número de casos confirmados do novo coronavírus no Peru ultrapassa 100.000, registrado pelo Ministério da Saúde do país.[7]

### Julho de 2020
- 2 de julho: O número de mortes causadas pelo novo coronavírus no Peru ultrapassa 10.000, registrado pelo Ministério da Saúde do país.[8]
- 29 de julho: O número de casos confirmados do novo coronavírus no Peru ultrapassa 400.000, registrado pelo Ministério da Saúde do país.[9]

### Agosto de 2020
- 4 de agosto: O número de mortes causadas pelo novo coronavírus no Peru ultrapassa 20.000, registrado pelo Ministério da Saúde do país.[10]
- 13 de agosto: O número de casos confirmados do novo coronavírus no Peru ultrapassa 500.000, registrado pelo Ministério da Saúde do país.[11]

### Novembro de 2020
- 1 de novembro: A cidadela inca de Machu Picchu reabre após um bloqueio de quase oito meses devido à pandemia do novo coronavírus.[12]
- 27 de novembro: O presidente do Peru, Francisco Sagasti, estende o estado de emergência devido à pandemia do novo coronavírus.[13]

### Dezembro de 2020
- 12 de dezembro: O Ministério da Saúde do Peru suspende os testes da vacina chinesa contra COVID-19 da Sinopharm devido a um "evento adverso sério" que ocorreu com um dos voluntários do estudo.[14]
- 16 de dezembro: O presidente do Peru, Francisco Sagasti, diz durante uma entrevista coletiva que o objetivo final é derrotar a pandemia do novo coronavírus.[15]
- 19 de dezembro: A região de Piura torna-se o epicentro da pandemia devido ao aumento de casos do novo coronavírus.[16]
- 21 de dezembro: O governo do Peru suspende os voos para a Europa por duas semanas devido à nova variante do coronavírus, localizada principalmente no Reino Unido.[17]
- 21 de dezembro: O número de casos confirmados do novo coronavírus no Peru ultrapassa um milhão, registrado pelo Ministério da Saúde do país. O Peru torna-se o quinto país da América Latina a ultrapassar essa marca.[18][19]
- 22 de dezembro: O governo do Peru estende o estado de emergência nacional por 31 dias corridos devido às graves circunstâncias causadas pela pandemia do novo coronavírus.[20]

### Fevereiro de 2021
- 9 de fevereiro: O governo do Peru começa a vacinação contra COVID-19 com a primeira remessa do laboratório chinês Sinopharm.[21]
- 14 de fevereiro: A ministra das Relações Exteriores do Peru, Elizabeth Astete, torna-se a segunda autoridade a renunciar devido ao escândalo sobre os políticos serem secretamente vacinados contra COVID-19 antes do público em geral.[22][23]
- 15 de fevereiro: O presidente do Peru, Francisco Sagasti, informa ao público que 487 pessoas já foram vacinadas irregularmente contra COVID-19 no país fora dos testes, no caso conhecido como "Vacunagate".[24]

### Junho de 2021
- 29 de junho: A primeira-ministra do Peru, Violeta Bermudez, agradece ao governo dos Estados Unidos pela doação de 2 milhões de doses da vacina contra COVID-19 da Pfizer.[25]